# Penestragania rubicanda
Penestragania rubicanda är en insektsart som beskrevs av Blocker 1979. Penestragania rubicanda ingår i släktet Penestragania och familjen dvärgstritar. Inga underarter finns listade i Catalogue of Life.